# Valmiera (novads)
Valmiera (łot.: Valmieras novads) – jeden z łotewskich novadsów, funkcjonujący od 2021.
W skład novadsu wchodzą: 
- miasta: Mazsalaca, Rūjiena, Seda, Strenči, Valmiera
- pagastsy: Bērzaine, Brenguļi, Burtnieki, Dikļi, Ēvele, Ipiķi, Jeri, Jērcēni, Kauguri, Kocēni, Ķoņi, Lode, Matīši, Mazsalaca, Naukšēni, Plāņi, Ramata, Rencēni, Sēļi, Skaņkalne, Trikāta, Vaidava, Valmiera, Vecate, Vilpulka, Zilaiskalns

## Historia
Novads powstało podczas reformy administracyjnej w 2021, z połączenia dotychczasowych novadsów: Beverīna, Burtnieki, Kocēni, Mazsalaca, Naukšēni, Rūjiena, Iłukszta i miasta wydzielonego Valmiera.